# Game Changer Wrestling
Game Changer Wrestling (GCW) es una empresa independiente de lucha libre profesional estadounidense fundada en 1999 como Jersey Championship Wrestling (JCW). Actualmente es propiedad del árbitro independiente Brett Lauderdale.
La empresa fue fundada por el luchador Ricky Otazu en 1999 como Jersey Championship Wrestling. Pasó a llamarse a "Game Circus Wrestling" en 2015 y se ha transformado de una pequeña promoción regional en una compañía popular a nivel nacional que ha realizado giras por todo Estados Unidos, así como a nivel internacional en lugares como Japón y México. La compañía presenta predominantemente lucha incondicional e incorpora un estilo de rodaje híbrido de artes marciales mixtas y lucha libre profesional en algunos eventos.
Algunos de los eventos anuales más populares de GCW incluyen Bloodsport, Joey Janela's Spring Break, Backyard Wrestling, Tournament of Survival y Nick Gage Invitational.

## Historia

### Jersey Championship Wrestling (1999-2014)
Jersey Championship Wrestling (JCW) fue fundada por el luchador independiente Ricky Otazu, también conocido por su nombre de ring de Ricky O, en enero de 1999 en Nueva Jersey. JCW realizó su primer programa el 29 de enero de 2000 en Lyndhurst, Nueva Jersey. Más tarde ese año, JCW organizó la J-Cup inaugural de Jersey, que contó con algunos de los mejores luchadores sin firmar de ese período. Continuarían albergando el torneo hasta 2004, cuando JCW fue vendido a la compañía rival National Wrestling Superstars (NWS). La empresa permanecería inactiva durante casi una década.
En septiembre de 2013, después del cierre de National Wrestling Superstars, Otazu reclamó los derechos de JCW y reabrió la promoción. En abril de 2014, JCW abrió su propia escuela de formación en North Bergen. Más tarde ese año, JCW volvería a albergar la J-Cup de Jersey.

### Renombrado como Game Changer Wrestling (2015-presente)
En junio de 2015, Jersey Championship Wrestling cambió su nombre a "Game Changer Wrestling" después de ser comprada por Brett Lauderdale y Danny Demanto. Después de la compra, GCW comenzó a presentar predominantemente la Hardcore wrestling y continuó disfrutando del éxito en la escena de la lucha libre de Nueva Jersey, produciendo varios torneos que contaban con luchadores independientes de alto nivel, incluido el Nick Gage Invitational Ultraviolent Tournament, el Tournament of Survival y la Acid Cup.
En marzo de 2017, GCW produjo el programa Joey Janela's Spring Break en Fern Park, Florida. Esto se convertiría en una tradición anual para la empresa. GCW continuaría expandiéndose por todo Estados Unidos y presentó su primer programa en Los Ángeles en noviembre de 2018, titulado To Live and Die in LA. En abril de 2018, GCW se asoció con Matt Riddle para producir el evento Matt Riddle's Bloodsport, un programa que fusionó la lucha libre profesional y las reglas de las artes marciales mixtas. Bloodsport se llevaría a cabo dos veces más en 2019, esta vez con la asociación de Josh Barnett. GCW también se asoció con el servicio de transmisión de video FITE TV para transmitir exclusivamente eventos de GCW. En agosto de 2019, GCW se embarcó en una gira de dos días por Japón.

## Campeonatos
| Campeonato                    | Actual (es)                           | Reinado | Fecha                 | Días | Localización                | Excampeón                     |
| ----------------------------- | ------------------------------------- | ------- | --------------------- | ---- | --------------------------- | ----------------------------- |
| GCW World Championship        | Mance Warner                          | 1       | 2 de junio de 2024    | 282+ | Atlantic City, Nueva Jersey | Joey Janela                   |
| GCW Ultraviolent Championship | Rina Yamashita                        | 1       | 13 de agosto de 2022  | 941+ | Atlanta City, Nueva Jersey  | Alex Colón                    |
| GCW Tag Team Championship     | Los Mazisos (Cíclope & Miedo Extremo) | 2       | 12 de octubre de 2023 | 516+ | Tokio, Japón                | Takashi Sasaki & Toru Sugiura |
| GCW Extreme Championship      | Joey Janela                           | 1       | 9 de octubre de 2022  | 884+ | Hoffman Estates, Illinois   | Cole Radick                   |

## Personal de GCW

### Luchadores

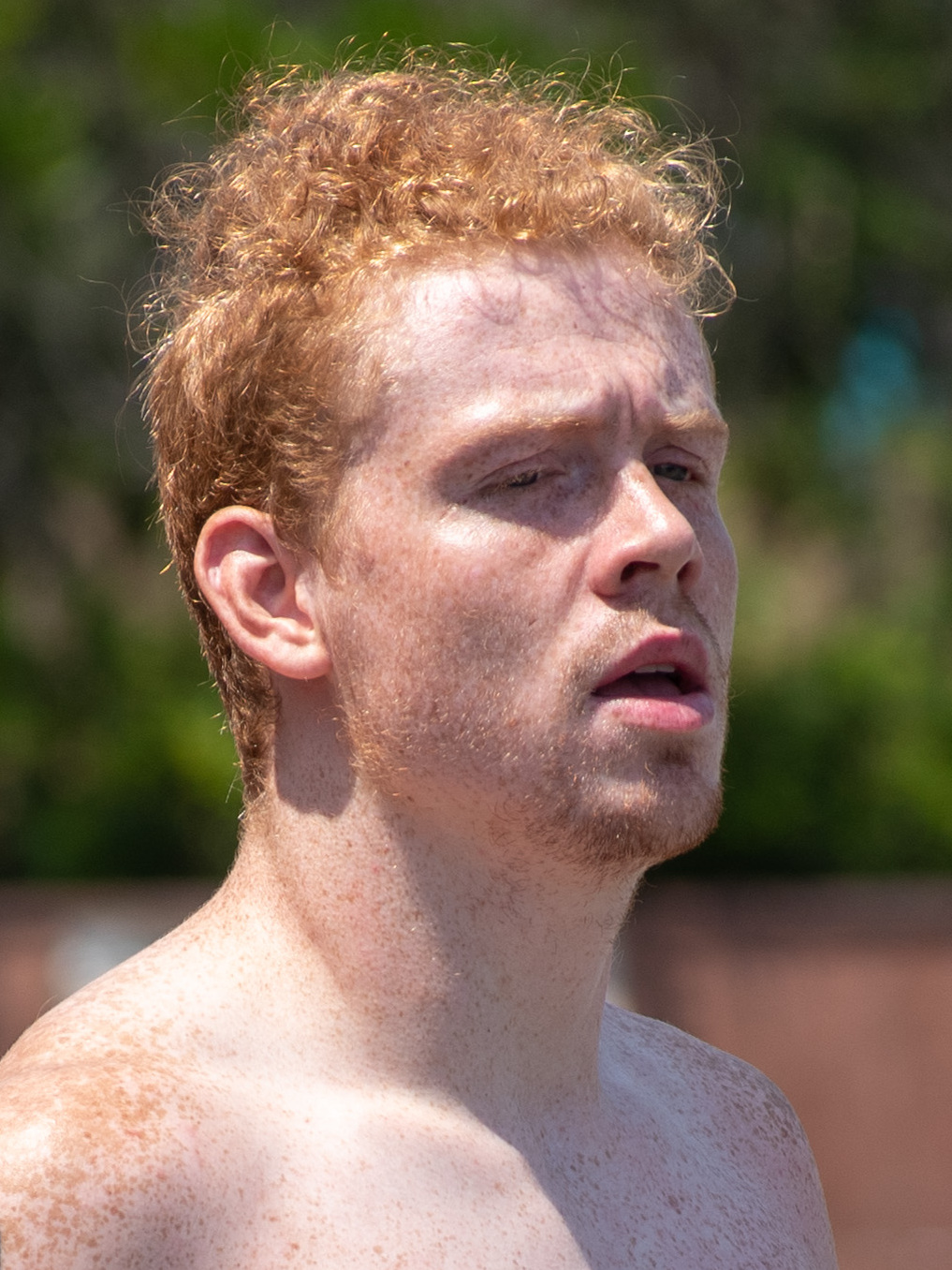
Blake Christian

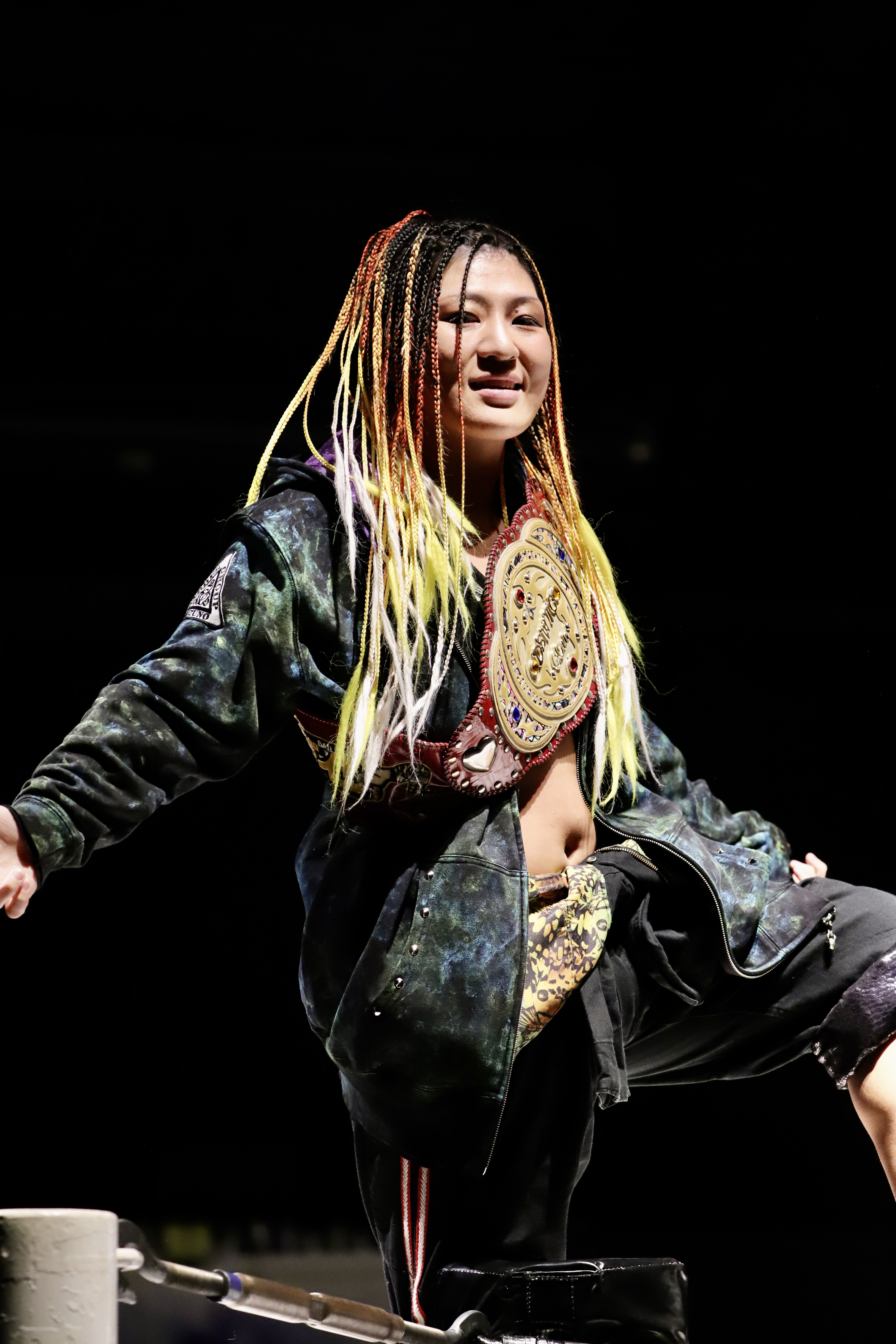
Rina Yamashita

| Nombre            | Nombre Real                | Notas                                                                             |
| ----------------- | -------------------------- | --------------------------------------------------------------------------------- |
| 1 Called Manders  | Steve Manders              |                                                                                   |
| AJ Gray           | Addison James Gray         |                                                                                   |
| Alex Colon        | Alexander Colon            |                                                                                   |
| Atticus Cogar     | Desconocido                |                                                                                   |
| Blake Christian   | Christian Hubble           | Campeón Mundial de GCW.                                                           |
| Chris Dickinson   | Chris Dickinson            |                                                                                   |
| Ciclope           | Jhonny Serrano Yedra       | Campeón en Parejas de GCW.                                                        |
| Cole Radrick      | Joey Hodge                 |                                                                                   |
| Drew Parker       | Unknown                    |                                                                                   |
| Effy              | Taylor Gibson              |                                                                                   |
| Eli Everfly       | Desconocido                |                                                                                   |
| Eric Ryan         | Unknown                    |                                                                                   |
| Facade            | Michael Cichowicz          |                                                                                   |
| G-Raver           | Brandon Graver             |                                                                                   |
| Gregory Iron      | Gregory Allen Smith        |                                                                                   |
| Gringo Loco       | Charles Santo              |                                                                                   |
| Isami Kodaka      | Desconocido                |                                                                                   |
| Jimmy Lloyd       | James Lloyd                |                                                                                   |
| Joey Janela       | Joseph Janela              | Campeón Extremo de GCW.                                                           |
| Josh Barnett      | Joshua Lawrence Barnett    |                                                                                   |
| Kikutaro          | Mitsunobu Kikuzawa         |                                                                                   |
| KTB               | Kyle Winant                |                                                                                   |
| Lee Moriarty      | Julian Moriarty            |                                                                                   |
| Logan Stunt       | Logan Nelms                |                                                                                   |
| Mance Warner      | Desconocido                |                                                                                   |
| Markus Crane      | Desconocido                |                                                                                   |
| Masashi Takeda    | Masashi Takeda             |                                                                                   |
| Masha Slamovich   | Ann Khozine                | Contrato exclusivo con Impact Wrestling. Campeona en Parejas Knockouts de Impact. |
| Matt Cardona      | Matt Cardona               |                                                                                   |
| Matt Tremont      | Matthew Tremont            |                                                                                   |
| Matthew Justice   | Matthew Hannan             |                                                                                   |
| Miedo Extremo     | Jonathan Uriel Gijón Pérez | Campeón en Parejas de GCW.                                                        |
| Nate Webb         | Desconocido                |                                                                                   |
| Nick Gage         | Nicholas W. Wilson         |                                                                                   |
| Orin Veidt        | Boone Winkler              |                                                                                   |
| Rickey Shane Page | Desconocido                |                                                                                   |
| Rina Yamashita    | Rina Yamashita             | Campeón Ultraviolento de GCW.                                                     |
| Pinkie Sánchez    | Adam Sánchez               |                                                                                   |
| Shane Mercer      | Shane Goode                |                                                                                   |
| Shlak             | Desconocido                |                                                                                   |
| Tony Deppen       | Anthony Deppen             |                                                                                   |
| Tre Lamar         | Trey Lorenz                |                                                                                   |